# ロータール・フォン・ファルケンハウゼン
ロータール・アレクサンダー・フォン・ファルケンハウゼン（Lothar Alexander von Falkenhausen、中国語: 罗泰、1959年 - ）は、ドイツ系アメリカ人の考古学者、中国学者。1993年よりカリフォルニア大学ロサンゼルス校（UCLA）の教員となっており、2022年現在は中国考古学・美術史の教授、同校コッツェン考古学研究所副所長である。青銅器時代の中国を中心に研究している。

## 経歴
ファルケンハウゼンは西ドイツノルトライン＝ヴェストファーレン州のエッセンで生まれ育ち、同地で学校に通っていた。1977年から1979年までボン大学で中国学と美術史を学び、北京大学で考古学を学んだ。その後、ハーバード大学の大学院で研究を続け、1982年に東アジア研究の修士号（Master of Arts）を、1988年に博士号（Ph.D.）を取得した。そして1988年から1990年まで、スタンフォード大学アジア言語学部でメロン博士研究員として教鞭をとった。1990年から1991年にかけての1年間、北京の中国社会科学院考古研究所でゲティ研究員を務めた。その後、カリフォルニア大学リバーサイド校で2年間教壇に立った。1993年にカリフォルニア大学ロサンゼルス校に移り、1996年に同校の教授に就任した。2004年からは同大学コッツェン考古学研究所の副所長も務める。
また、ファルケンハウゼンは、1997年にハイデルベルク大学、1998年にパリの高等研究実習院、2002年から2003年にかけて京都大学人文科学研究所、2007年に香港中文大学、2008年にミュンスター大学、2014年にはフランクフルト大学（第3回ダグマー・ヴェストバーグ寄付講座）で、それぞれ客員教授に就任している。このほか、1994年から1995年まで台湾の中央研究院で、2000年にノルウェー科学文学アカデミー、2011年にエアランゲン大学国際人文科学研究カレッジで客員研究員を務めた。
ファルケンハウゼンは自身の研究テーマについて、数冊の書籍と100以上の論文を発表している。さらに、「Journal of East AsianArcheology」の共同設立者であり、数年間共同編集者を務めた。1999年から2004年まで、長江の三峡における古代の塩の生産を調査する北京大学・UCLA共同考古学プロジェクトのアメリカ側の共同研究者を務めた。著書"Chinese Society in the Age of Confucius (1000-250 BC): The Archaeological Evidence"〈孔子時代の中国社会（前1000年 - 前250年） : 考古学的証拠〉は、2009年にアメリカ考古学協会の書籍賞を受賞している。
ファルケンハウゼンは、2004年にアメリカ国籍を取得している。ドイツ考古学研究所会員、陝西省考古院名誉研究員であり、2014年に浙江大学名誉教授となった。2011年には、アメリカ芸術科学アカデミーのフェローに選出された。2016年よりアメリカ哲学協会会員。2017年1月には、バラク・オバマ大統領に文化財諮問委員会のメンバーに任命された。

## 主要著作

### 単著
- von Falkenhausen, Lothar (1987). Probleme der Koreanischen Frühgeschichte. Tokyo: Deutsche Gesellschaft für Natur- und Völkerkunde Ostasiens (OAG)
- von Falkenhausen, Lothar (1993). Suspended Music: Chime-Bells in the Culture of Bronze Age China. OAG aktuell Nr.29. Berkeley and Los Angeles: University of California Press. ISBN 978-0520911079
  - ロータール・フォン・ファルケンハウゼン 著、吉本道雅 訳『周代中国の社会考古学』京都大学学術出版会、2006年。ISBN 978-4876986941。
  - 宮本一夫「<書評> ロータール・フォン・ファルケンハウゼン(吉本道雅解題・訳)著『周代中国の社会考古学』」『東洋史研究』第67巻第4号、2009年、doi:10.14989/155610。
- von Falkenhausen, Lothar (2000). Klangvorrat für die Nachwelt. Heidelberg: Kehrer Verlag. ISBN 978-3-933257-48-2[7]
- von Falkenhausen, Lothar (2006). Chinese Society in the Age of Confucius (1000–250 BC). The Archaeological Evidence.. Los Angeles: Cotsen Institute of Archaeology, UCLA. ISBN 978-1938770456

### 共著
- von Falkenhausen, Lothar (2011). Li, Feng; Branner, David. eds. “The Royal Audience and Its Reflections in Western Zhou Bronze Inscriptions”. Writing and Literacy in Early China (Seattle, Wash.: University of Washington Press).
- von Falkenhausen, Lothar (2017). Aretisyan, Pavel; Areshian, Yervand. eds. “The Study of East Asian Art History in Europe: Some Observations on Its Early Stages”. Bridging Times and Spaces: Festschrift for Gregory E. Areshian on the Occasion of his Sixty-Fifth Birthday (Oxford: Archaeopress).
- von Falkenhausen, Lothar (2017). Aretisyan, Pavel; Areshian, Yervand. eds. “Communication with the Divine Sphere in Ancient China”. Über den Alltag hinaus: Festschrift für Thomas O. Höllmann zum 65. Geburtstag (Wiesbaden: Harrassowitz).
- von Falkenhausen, Lothar (2017). Boschung, Dietrich; Queyrel, François. eds. “The Problem of Human Representation in Pre-Imperial China”. Bilder der Macht: Das griechische Porträt und seine Verwendung in der antiken Wel (Paderborn: W. Fink).
- von Falkenhausen, Lothar (2018). Davidson, Jane; Esslinger, Sandra. eds. “East Asian Art History at UCLA: Its History and Current Challenges”. Global and World Art in the Practice of the University Museum (Oxford et al.: Routledge).
- 羅泰 著、孟繁之 編『羅泰訪談録 : 学術・考古・人生』三晋出版社、2018年。

### 編著
- von Falkenhausen, Lothar, ed (2002). Japanese Scholarship on Early China, 1987-1991: Summaries from Shigaku Zasshi. Early China Special Monograph Series, v. 6. Berkeley: Institute for Chinese Studies, University of California, Berkeley. ISBN 978-1557290755 - 『史学雑誌』「回顧と展望」の英訳。
- 羅泰（主編）『奇異的凸目 : 西方学者看三星堆』巴蜀書社、2003年。ISBN 978-7806593899。
- von Falkenhausen, Lothar, ed (2010). Studies of Chinese Art History in Honor of Professor Lothar Ledderose. Cahiers d’Extrême-Asie 17. Paris
- von Falkenhausen, Lothar, ed (2009). The Lloyd Cotsen Study Collection of Chinese Bronze Mirrors: v. 1. Catalogue. Monumenta archaeologica, v. 25. Los Angeles: UCLA Cotsen Institute of Archaeology Press. ISBN 978-0974516875
- von Falkenhausen, Lothar, ed (2011). The Lloyd Cotsen Study Collection of Chinese Bronze Mirrors: v. 2. Studies. Monumenta archaeologica, v. 25. Los Angeles: UCLA Cotsen Institute of Archaeology Press. ISBN 978-0974516882

### 共編
- 李水城、羅泰（主編）『中国塩業考古第一集 : 長江上游古代塩業与景観考古的初歩研究』科学出版社、2006年。ISBN 978-7030172488。
- 李水城、羅泰（主編）『中国塩業考古第二集 : 国際視野下比較監察』科学出版社、2010年。ISBN 978-7030270689。
- 李水城、羅泰（主編）『中国塩業考古第三集 : 長江上游古代塩業与中墳遺址的考古研究』科学出版社、2013年。ISBN 978-7030385987。
- von Falkenhausen, Lothar; Thote, Alain, eds (2008). s Soldats de l'éternité: L'armée de Xi'an. Paris: Pinacothèque de Paris. ISBN 978-2953054668
- von Falkenhausen, Lothar; Schnapp, Alain; Miller, Peter et al., eds (2013). World Antiquarianism: Comparative Perspectives. Los Angeles: Getty Research Institute Press. ISBN 978-1-60606-148-0
- von Falkenhausen, Lothar; Pines, Yuri; Shelach, Gideon et al., eds (2013). Birth of an Empire: The State of Qin Revisited. Berkeley and Los Angeles: University of California Press. ISBN 978-0520289741
- 籾山明、ロータール・フォン・ファルケンハウゼン（編）『秦帝国の誕生―古代史研究のクロスロード―』六一書房、2020年12月25日。ISBN 978-4864451369。 - 第2章「考古学から見た秦の経済状況」を執筆
  - 鷹取祐司「［書籍紹介］籾山明、ロータール・フォン・ファルケンハウゼン編『秦帝国の誕生―古代史研究のクロスロード―』（六一書房 2020年）」『中国史史料研究会会報』第12巻、2021年。
- 徐少華、谷口満、羅泰（主編）『楚文化与長江中游早期開発国際学術研討会論文集』武漢大学出版社、2021年。ISBN 978-7307216648。